# Metopomyza nepalensis
Metopomyza nepalensis är en tvåvingeart som beskrevs av Mitsuhiro Sasakawa 1996. Metopomyza nepalensis ingår i släktet Metopomyza och familjen minerarflugor. Inga underarter finns listade i Catalogue of Life.